# 2000 ED92
2000 ED92 är en asteroid i huvudbältet som upptäcktes den 9 mars 2000 av LINEAR i Socorro County, New Mexico.
Asteroiden har en diameter på ungefär 11 kilometer, den tillhör asteroidgruppen Hygiea.